# Allium baytopiorum
Allium baytopiorum là một loài thực vật có hoa trong họ Amaryllidaceae. Loài này được Kollmann & Özhatay mô tả khoa học đầu tiên năm 1983.